# Савез логораша Републике Српске
Савез логораша Републике Српске (СЛРС) је кровна организација српских логораша која окупља сва остала удружења српских логораша на подручју Републике Српске. Главна дјелатност Савеза логораша Републике Српске је сакупљање, истраживање, документовање и објављивање злочина над Србима.
Основно интересовање Савеза логораша Републике Српске је усмјерено на злочине почињене над Србима у Отаџбинском рату, и злочине у Другом свјетском рату. Стална радна тијела савеза која се баве овим периодима српске историје су:
- Одбор ратних заробљеника Другог свјетског рата 1941-1945. година
- Одбор ратних заробљеника Отаџбинског рата

## Публикације
Савез логораша Републике Српске је до сада објавио већи број самосталних публикација, затим публикација у сарадњи са институцијама Републике Српске, као и у сарадњи са приватним лицима.
- Књига мртвих Срба Херцеговине 1992-1995.
- Књига мртвих Срба Сарајева пострадалих 1992-1995.
- Књига мртвих Срба Сребренице и Бирча 1992-1995.

## Документарни филмови
Савез је учествовао у изради неколико десетина документарних филмова чија тематика се бави злочинима почињеним над Србима, документованим изјавама свједока, те историјским догађајима који су претходили распаду Југославије и околностима који су довели до злочина над Србима. Једна од основних активности савеза је приближавање јавности истини о српским страдањима. Већина ових документарних филмова су приказани у јавним медијима на подручју Републике Српске и шире, као и на свјетким фестивалима документарног филма.
Филмови у чијој изради је учествовао Савез логораша Републике Српске су:
- Мученици - ДРЕТЕЉ
- Мученици - ЛОРА
- Мученици - ЧЕЛЕБИЋИ
- „Мирјана“, документарни филм о Мирјани Драгичевић (2005)[1]
- Брчко - небески град
- Крвава зора у Сердарима
- Љуби брата
- На Дрини гробница
- „Окупација у 117 слика I“ (јун 2007)[2]
- „Окупација у 117 слика II“ (октобар 2007)[3]
- Побиј, покрсти, протерај[4]
- Сарајево - логор(и) за Србе (август 2009)[5]
- „Зовем се Саша“ (јануар 2009)[6]
- „Црна књига, континуитет страдања Срба у 20. вијеку“ (2010)
- „Досије Сребреница“ (2010)[7]